# Picture This
A Picture This egy dal az amerikai Blondie rockegyüttes 1979-es Parallel Lines albumáról. Ez volt a negyedik kislemezük, amely a Chrysalis Records kiadásában jelent meg, és az első, amelyet már Mike Chapman producer felügyelete mellett vettek fel. A Parallel Linesról elsőként jelent meg kislemezen, és 1978 őszén a 12. helyet érte el az angol slágerlistán – ez volt a harmadik Top 20-as kislemezük, több országban felkerült a listákra, bár Amerikában nem jelent meg kislemezen.
A dalt az együttes legfőbb dalszerzői írták: Chris Stein, Debbie Harry és Jimmy Destri. Ez volt az egyetlen alkalom, hogy Harry és Stein együtt dolgozott Destrivel, aki az együttes több sikeres dalát megírta, köztük az 1999-es visszatérést jelentő Mariát és az Atomicot.
A kislemez B-oldalán a Fade Away and Radiate című dal szerepelt, ebben Robert Firpp, a King Crimson tagja játszott gitáron. Több válogatásalbumra is felkerült: Atomic – Very Vest of Blondie (1998), Greatest Hits: Sight + Sound (2005) és Greatest Hits: Sound & Vision (2006).
A Picture This szerepelt az együttes első válogatásalbumának, az 1981-es The Best of Blondie-nak a nemzetközi kiadásán.
Picture This – The Many Faces of Blondie volt a címe a legendás fotográfus, Mick Rock 2004-ben megjelent könyvének. A kislemez borítója, melyen Harry egy bakelitlemezt nyal meg, egyike lett az együttest leginkább szimbolizáló ikonikus fotóiknak. A képet felhasználták az 1994-ben megjelent The Platinum Collection válogatásalbum borítóján.

## Kislemez kiadás

### UK 7" (CHS 2242, August 1978)
1. Picture This (Chris Stein, Deborah Harry, Jimmy Destri) – 2:53
2. Fade Away And Radiate (Chris Stein) – 3:57

## Külső hivatkozások
- Videóklip
- Slágerlista alakulása (angolul)